# Liška šedohnědá
Liška šedohnědá (Vulpes velox) je šelma z čeledi psovití (Canidae) a rodu Vulpes. Druh popsal Thomas Say roku 1823.

## Výskyt
Liška šedohnědá se vyskytuje v Severní Americe, konkrétně dává přednost prériím, hojná je například v oblasti Great Plaines ve středu Severní Ameriky, viz mapka.

## Popis

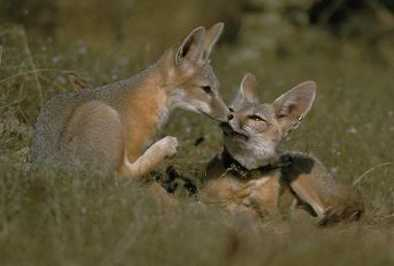
Pár lišek

Tento druh lišky dosahuje velikosti kočky domácí (Felis catus), je tedy dlouhá asi 80 cm a na výšku měří 30 cm. Její tělo má rezavo-šedé zbarvení, ocas je černý. Liška šedohnědá má krátké nohy, i navzdory tomu však dovede vyvinout vysokou rychlost. Jde o nočního živočicha, přes den odpočívá a v noci se vydává za potravou, kterou tvoří hlavně drobní obratlovci, například myši, někdy však také rostlinná potrava. Samci a samice mají podobný vzhled, i když samci jsou o něco větší. Jejich váha se pohybuje od 5 do 7 kg.

## Ohrožení
Lišky šedohnědé byly dříve ohroženy díky nastraženým jedovatým pastím na kojoty a jiné dravce, které sežraly a zahynuly následkem otravy. Populace se ovšem díky ochraně zvětšila a liška šedohnědá je dnes podle IUCN málo dotčeným druhem (LC) se stabilní populací.

## Poddruhy
- Vulpes velox velox (Say, 1823)
- Vulpes velox hebes Merriam, 1902
- Vulpes velox mutica Merriam, 1902[5]

Některými odborníky bývala k druhu Vulpes velox řazena i blízce příbuzná liška velkouchá (Vulpes macrotis Merriam, 1888), ale molekulárně-genetická studie potvrdila členění do dvou samostatných druhů.